# Acroporium pungens
Acroporium pungens är en bladmossart som beskrevs av Brotherus 1925. Acroporium pungens ingår i släktet Acroporium och familjen Sematophyllaceae. Inga underarter finns listade i Catalogue of Life.